# ダミル・クレイラチ
ダミル・クレイラチ（Damir Kreilach 、1989年4月16日 - ）は、クロアチア出身のプロサッカー選手。バンクーバー・ホワイトキャップス所属。ポジションはMF。

## クラブ経歴
HNKリエカの下部組織で育成され、2007-08シーズンにトップチームデビュー。
2013-14シーズン、1.FCウニオン・ベルリンに移籍。
2018年2月、レアル・ソルトレイクに移籍。

## 代表歴
年代別のクロアチア代表歴がある。